# Via Francigena
Via Francigena je ime starodavne romarske poti, ki poteka iz Francije v Rim, čeprav običajno velja, da ima izhodišče zelo daleč stran, v angleškem stolnem mestu Canterbury. Kot taka pot prečka Anglijo, Francijo, Švico in Italijo. Pot je bila znana v Italiji kot "Via Francigena" ('cesta, ki prihaja od Frankov') ali Via Romea Francigena ('pot v Rim, ki prihaja od Frankov') . V srednjem veku je bila pomembna cestna in romarska pot za tiste, ki so želeli obiskati Sveti sedež in grobnice apostolov Petra in Pavla.

## Zgodovina romanj v Rim
Primerjava začetkov in smeri kaže, da ena sama prava "Via Francigena" ne obstaja, tako kot ne obstaja samo ena pot svetega Jakoba. "Via Francigena" je sistem poti ki vodijo v Rim. Obstoječe trgovske in vojaške ceste (kot so Via Aurelia, Via Emilia, Via Cassia), so uporabljali trgovci, romarji in križarji iz severne in srednje Evrope in jih poimenovali "Via Francigena". Dokazano se je imenovala "Via Francigena" prvič zapisana leta 876 v Actum Clusio opatije San Salvatore al Monte Amiata (Toskana).

### Napotki za romanje v Rim v času antike
Z Milanskim ediktom leta 313 je bilo krščanstvo v Rimskem cesarstvu dovoljeno kot religija, zato je mogoče domnevati, da so prvi romarji prišli na grob apostolov Petra in Pavla že takrat. Ti prvi romarji so lahko uporabljali dobro infrastrukturo rimskega cestnega omrežja, s svojimi gostišči, bolnišnicami ali počivališči in antičnimi prenočišči. V Itinerarium Burdigalense (334) piše neznanim krščanskim romarjem iz današnjega Bordeauxa, ki potujejo po kopnem do Jeruzalema, o številnih primernih možnostih. Na poti nazaj iz Svete dežele je mesto Rim ena od njegovih postaj. Dokaz o teh zgodnjih romanjih se lahko najde v stari stavbi v Ostii. Pod imenom bazilika Cristiana gre verjetno za romarski dom iz zgodnjega 5. stoletja, kjer bi se lahko romarji, ki so pripotovali čez morje v Rim, ustavili. 
Po propadu rimskega imperija so potovanja romarjev postala bolj zapletena. Ne samo, da so se ceste in mostovi porušili, nekateri domovi niso smeli več delovati, se je varnost na cestah zelo poslabšala.

### Poročila iz zgodnjega srednjega veka do Sigericha
Ena najstarejših popotniških zgodb, verjetno iz 9. stoletja, je zapis britanskega meniha Gildasa Wisea (ca. 500-570), ki se odpravi na romanje v Rim okoli leta 530.  Pod naslovom Pro et itineris navigii prosperitate (- za varnost na kopnem in na morju), je romar pripovedoval o poti, opisoval nevarnosti in vsakdanje skrbi romarjev.
V Vita Sancti Wilfrithi, napisano v začetku 8. stoletja, je pripoved veselega življenja angleških škofov in svetega Wilfrida. Obstajajo tudi opisi njihovih treh potovanj v Rim. Prvo potovanje kot romarja v obdobju 653-658. Drugo potovanje v Rim med 678-680 je imelo za cilj doseči podporo papeža proti njegovi razrešitvi kot škofa. Leta 704 je bil spet v Rimu, da bi dobil preklic svojega izobčenja, ki ga izrekla angleška sinoda. Poleg tega, da opisuje nevarnosti potovalnih, je tudi rečeno, da je Wilfrid obiskal grobnice apostolov in prinesel relikvije v Anglijo. 
Eno veliko potovanje v Rim v 8. stoletju je svetega Bonifacija. Trikrat je potoval v Rim in vedno znova od papežev dobil naročilo in potrdilo za njegovo misijonsko delo v Frieslandu, Hessnu, Turingiji in na Bavarskem. Tako je bil leta 719 v Rimu in prejel od papeža Gregorja II. misijo v Germaniji. Iz tega časa se tudi imenuje Bonifacij. Leta 722 vpelje papež Gregor II. Bonifacija v Rimu za misijonskega škofa brez določene škofije. 737/38 je bil Bonifacij imenovan v Rimu za papeževega legata za celotno Frankovsko cesarstvo.
Iz 8. stoletja je zapisala Hugeburc, znana nuna iz samostana Heidenheim, članek Vita Sancti Willibaldi, v katerem je povzeta biografija prvega Eichstättskega škofa Willibalda (ca. 700-787). Vita Willibaldi je središče Svete poti. Z očetom in bratom Wunibaldom se Willibald spre verjetno v začetku poletja 720  na romanju v Rim, ki ga nato nadaljuje Willibald v Sveto deželo in Azijo. Skupno 77 krajevnih imen (in 13 oseb) opisuje redovnica Hugeburc pot Willibalda precej natančno, če izvzamemo različne napake. Potovanje se začne v današnjem Hamblehavenu in se nadaljuje po prečkanju Rokavskega preliva vzdolž Sene v Rouen. Ni podrobnejšega opisa poti skozi Francijo. Naprej opisuje Hugeburc romarje najprej v Italijo kjer doseže le "gradove v Alpah". Konkretno omenja kraj Lucca, kjer Willibaldov oče umre in je pokopan v cerkvi San Frediano. Okoli 1150 so našli pod imenom Richard zbirko njegovih kosti, kar je verjetno povzročilo, da sta zahtevala relikvije Eichstätt in Heidenheim. 11. novembra 720, na Martinovo, so prišli bratje v Rim in verjetno prvič obiskali Lateran in nato sv. Petra. Po bivanju v Rimu so se bratje združili z Willibaldom in drugimi spremljevalci na romanju na Sicilijo in v Jeruzalem v Sveto deželo (723-727). Sledi povratek v južno Italijo, kjer desetletje preživijo na Monte Cassino, se vrnejo v Rim in končno Eichstätt.

### Sigerichov potopis
Med številnimi povezavami med srednjo in severno Evropo in Rimom se je uveljavila predvsem imenovana "Via Francigena". Gre za pot od Canterburya v Rim, ki je opisana v potopisu canterburijskega nadškofa Sigericha starejšega (994). Potoval je leta 990 iz Canterburya v Rim, od papeža prejel palij, volnen trak kot znak njegovega imenovanja za nadškofa. Sigerich je opisal 80 postaj svojega potovanja. Dokument zdaj hranijo v British Library v Londonu . S povprečno potovalno hitrostjo 20 kilometrov na dan, je za skupno približno 1600 km dolgo pešpot realno porabil 80 dni.

#### Potek ceste severno od Alp po Sigerichovem opisu
Od Canterburya nad Calaisom je pprepotoval: Arras, Licques, Wisques, Camblain l'Abbey, Arras, Laon, Reims, Chalons-sur-Marne, Bar-sur-Aube, Besançon in Pontarlier, Lausanne in Saint-Maurice v Švici in preko Velikega sv. Bernarda prečkal Alpe.

#### Potek ceste južno od Alp po Sigerichovem opisu
V Italiji je Via Francigena tekla skozi Valle d'Aosta, Ivrea, Vercelli, preko Pavie,  Piacenze, Fiorenzuole d'Arda, Fidenze do Parme, od tam preko Fornovo di Taro, Cássio, Berceto prečkala Apenine na Passo della Cisa.
Za Pontremoli se pot razcepi na dva kraka, da se izogne Apuanskim Alpam: zahodni je potekal čeza Luni / Sarzana, Carraro in Massa, medtem ko je delno spretno izkoristila starodavno Via Aurelia in drug krak, ki je vodil po vzhodni strani gore. Obe poti sta se spet srečali v Lucci.
Od Lucce je šla jugovzhod po Via Pisana (rimska cesta od Firenc do Pise) in prečkala Arno pri San Genesio (ki je bil uničen leta 1248) ali San Miniatu; od tu sledi Via Francigena dolini reke Elsa (Valdelsa) po več trasah, ki se znova srečajo v Poggibonsi in se takoj spet ločijo. Dve poti vodijo na obeh bregovih Else, na desnem bregu v Castelfiorentino in Certaldo, na levem bregu neposredno in brez večjih mestih; tretja pot se od slednje odcepi in poteka po hribih Toskane, se dotakne krajev Gambassi Terme in San Gimignano.
Na tej poti Via Francigena večkrat prečka etruščansko Via Volterrana: severno Volterrano prečka v Castelfiorentino in Gambassi Terme (pred Gambassi Terme sta Francigena in Volterrana nekaj kilometrov identični), južna Volterrana gre severno od Certalda in južno od San Gimignana.
V Poggibonsi se združijo ne le tri poti Francigene, tukaj se združi tudi z Via Regia Romana, ki je bil pred tem v veliki meri južno Volterrano identična, potem ko se je odcepila v Barberino Val d'Elsa in stekla neposredno skozi Poggibonsi.
Za Poggibonsijem se Francigena spet razdeli na dva kraka: vzhodni poteka mimo gradu Staggia Senese, zahodna čez Monteriggioni; po ponovni združitvi obeh poti, smo že v Sieni.
Zadnje postaje Via Francigena so bile nato: Abbadia San Salvatore, Acquapendente, Bolsena, Montefiascone, Viterbo, Vetralla, Capranica, Ronciglione, Sutri, Nepi in končno trg svetega Petra v Rimu.

### Razvoj romanj v Rim v času po Sigerichu
V letu 1155 je pripravil islandski opat Nikulas Bergsson (tudi Nikulas iz Munkathvera) (islandsko Munkaþverá) potopis z naslovom Navodila (islandsko Leiðarvísir), posebej napisan kot priročnik za druge islandske romarje. On prikazuje svojo pot do Rima in Jeruzalema, ki jo je opravil med 1149-1154 in najbolj pomembna mesta na poti opisal z razdaljami med etapami. Po potovanju z ladjo iz Islandije na Norveško in Dansko je svojo pot opisal skozi Dansko in nemško cesarstvo. Nekatere postaje so Schleswig, Stade, Paderborn, Mainz, Speyer, Strasbourg, Basel in Vevey. Od tod poroča, se frankovska, angleška, nemška in skandinavska pot združijo in skupaj potekajo v Rim. Tudi on je nato potoval po poti Sigericha v Rim in Bari ter v Jeruzalem. Alternativne poti in obvozi na druge destinacije, ki jih opisuje Nikulas, bi lahko pomenilo, da je bil v stiku z drugimi romarji, od katerih je bil lahko obveščen o različnih poteh. Poleg opisa smeri ima priročnik tudi "turistične" informacije. Opisuje pomembna svetišča in škofije na poti in zagotavlja podrobne informacije o mestu Rim. 
1240-1256 je zabeležil opat Albert von Stade "svetovno kroniko" v Annales Stadenses, ki vsebuje igriv dialog dveh menihov na potovanju v Rim. Tam Albert opisuje svoje potovanje v Rim, ki ga je opravil leta 1236, da bi pri papežu Gregorju IX. dobili dovoljenje za samostanske reforme. Nenavadno natančno opisuje itinerarij in tudi več različic, tako da bi jih lahko uporabili kot vodilo romarji v tistem času. Njegova pot ga je vodila iz Stade preko Bremna v Münster, Maastricht, Reims, Chalon-sur-Saône, Lyon do Alp, ki jih je prečkal med Chambéryem in Susa (Piemont). Sledi Torino, Piacenza, Bologna, Arezzo in Orvieto do Rima. Povratno je neposredno nad Arezzom in Bologno prečkal Padovo, Trento, Bolzano, Brixen, Sterzing, Matrei, Innsbruck, Zirl, Mittenwald, Partenkirchen, Oberammergau, Schongau, Igling, Augsburg, Donauwörth, Marktoffingen, Dinkelsbühl, Rothenburg ob der Tauber, Ochsenfurt, Würzburg , Schweinfurt, Münnerstadt, Neustadt, Meiningen, Schmalkalden, Gotha, Bad Langensalza, Nordhausen, Hasselfelde, Wernigerode, Hornburg, Braunschweig, Celle nazaj v Stade.  Za to romasko pot se prvenstveno uporablja izraz Romea. 
V rokopisu "Hauksbók", verjetno iz začetka 14. stoletja, vendar po trasi, ki je precej starejša, opisuje Haukr Erlendsson iz Islandije z majhnimi razlikami, isto poti kot Albert von Stade. 
En nepričakovano pozitiven premik je zanimanje za romanje v Rim doživelo leto 1300. V Evropi so se razširile govorice, da bo papež razglasil sveto leto in zagotovil romarjem v Rim odpustke od kazni za grehe, ki jih je pred tem dal samo križarjem. Sodobni viri zagotavljajo, da je na tisoče romarjev odšlo v tistem času v Rimu. Ko je večina romarjev varno prišla iz Italije, je hospic na Velikem sv. Bernardu leta 1300 vpisal 20.000 nočitev. Toda jubilejno leto 1450 se zdi, je pripeljalo v Rim še več romarjev. Papež Nikolaj V. je izdal poseben spominski kovanec zaradi bogatih prihodkov. Začne se gradnja nove bazilike sv. Petra in pridobi dragocene predmete iz sveta za Vatikansko knjižnico. Za romarji v teh svetih letih se ponovijo tudi naložbe v infrastrukturo. Tako so za jubilej leta 1475 zgradili nov most čez Tibero  Ponte Sisto. 
Za sveto leto 1500 je Nürnberžan Erhard Etzlaub (ca. 1460-1532) objavil enega prvih romarskih zemljevidov. Najpomembnejša pot v Rim - Rim je ležal na vrhu zemljevida – je bila opremljena z razdaljami, zato lahko govorimo o najzgodnejšem zemljevidu poti. Le trije alpski prehodi so bili vključeni (prikazani s črtkano črto): cesta iz Ulma preko Bregenza do Chura in od tam preko prelaza Gotthard v Italijo; Via Imperii iz Nemčije preko Mittenwalda v Innsbruck, nato pa preko Brennerja; in končno pot iz Moravske na Dunaj in poševno na Bruck, Beljak in Kanalsko dolino. Na tej vzhodni poti so med Dunajem in Bruckom kot postaji prikazana kraja: "Neustadt" in "Schadwynn" (Schottwien).

### Politični in gospodarski pomen Via Francigena v srednjem veku
Ko je frankovski cesar Karel Veliki leta 774 osvojil langobardsko kraljestvo, so on in njegovi nasledniki razširili dele med Pavio in Rimom kot cesarsko cesto, potem so nastali samostani in škofije za oskrbo toka romarjev - Rim je bil poleg Santiago de Compostela in Jeruzalema eden od treh najpomembnejših romarskih središč v srednjem veku.
V bližini Pavie proti Piacenzi je bilo področje Ronkaldske frakcije, kjer je bila na začetku 11. stoletja zbrana vojska, ki je spremljala cesarja na kronanje v Rimu in je bila namenjena za zaščito. Cesar Friderik I. Barbarossa je leta 1154 in 1158 je tukaj vodil Reichstag.
Poleg verske in politično-vojaške vrednosti, je Via Francigena kmalu pridobila tudi gospodarski pomen: bila je glavna arterija, ki je povezovala Italijo s preostalo Evropo, predvsem Zahodno Evropo. Kmalu so frankovski plemiči (vključno Guidi in Gherardesca) izvajali nasilje nad gospodarskimi in kulturnimi središči vzdolž Via Francigene, kot so San Gimignano in Colle di Val d'Elsa.
Pomen Via Francigene je nato izginil z močjo nemškega cesarja v Italiji, vzpona mest Genova, Pisa in Firence, ki so zaobšla Francigeno in pretok blaga se je premaknil na stare rimske ceste (Via Aurelia in Via Cassia). Konec gospodarskega pomena Via Francigene je bil takrat tudi konec gospodarskega pomena ob njej ležečih mest, kot je San Gimignano

## Ponovno odkritje Via Francigene
Z razcvetom "Camino de Santiago" v 1990-ih, je bila oživljena tudi "Via Francigena". Leta 1994 je bila "Via Francigena" pri Evropskem inštitutu za kulturne poti - na zahtevo italijanskega ministrstva za turizem - nagrajena kot evropska kulturna pot in leta 2004 kot Major Cultural Route Council of Europe (Glavna kulturna pot Sveta Evrope).
Spominski pohod nekaterih nekdanjih švicarskih gardistov iz Bellinzone v Rim leta 2006 je potekal v spomin na 500. obletnico Papeške švicarske garde in je spodbudil priljubljenost poti, zlasti v Švici.

### Nastanitve
Zaradi pomanjkanja nastanitev namensko za romarje vzdolž Via Francigene, so romarji pogosto kampirali namesto bivali v hotelih in penzionih. Vendar je v Italiji vedno nekaj samostanov in verskih objektov ponujalo namestitev. To so bili spedali in jih tako kot refugios, najdemo na Jakobovi poti v Franciji in Španiji - ponujajo poceni in preprosto prenočišče. Spedali so sprejemajo romarje, ki nosijo veljavno credenziale (romarski potni list), po navadi samo za eno noč. Ponekod ponujajo tudi hrano.

### Stanje in potek poti danes
Še pred nekaj desetletji je bilo zanimanje za Via Francigena omejena na učenjake. To se je začelo spreminjati v zadnjih letih, ko je veliko ljudi, ki so potovali po Jakobovi poti v Španiji,  želelo romati v Rim peš. V Italiji se je rodila mreža ljubiteljev Via Francigena, ki je z barvo in čopičem začela označevati svoje poti. Ti ljudje so se pridružili verskim in lokalnim vladnim agencijam, ki so prav tako poskušale obnoviti staro pot. Kjer je mogoče danes pot sledi stari, včasih pa odstopa v korist poti in cest z malo prometa.
V Angliji Via Francigena poteka samo prek grofije Kent. V Franciji je imenovana kot Grande Randonnée - GR145 in gre skozi regije Nord-Pas-de-Calais, Pikardijo, Šampanja-Ardeni in Franche-Comté, preden doseže švicarsko mejo. V Švici gre skozi kantona Vaud in Valais. V Italiji skozi pokrajine dolina Aosta, Piemont, Lombardija, Emilija-Romanja, Toskana in končno Lacij.
Pohodniki se lahko odločijo za pohod po kolesarski poti EuroVelo EV5, ki tudi nosi ime "Via Francigena". Vendar pa se EuroVelo pot bistveno razlikuje od poti Sigericha in tiste, ki jo je določilo združenje Via Francigena.
Novembra 2009 je italijanska vlada začela izvajati projekt za obnovo. Cilj načrta je obnoviti celotno pot (nepovezane deli, ki so že označeni), »ne le v duhovnem in verskem smislu, ampak tudi z vidika okolja, arhitekture, kulture, zgodovine, vina, kulinarike in športa«. Pobuda je bila dana v regiji Toskana, ki gosti 400 km Via, in ki je predstavila načrt podrobne infrastrukture in majhnega vpliva na okolje. Načrt bo skupen z drugimi lokalnimi oblastmi, ki se nahajajo vzdolž poti kot spodbuda za izvedbo podobnih obnovitvenih del.  Toskana je prav tako napovedala sodelovanje z Opera Romana Pellegrinaggi (ORP), vatikansko organizacijo za spodbujanje romanj.

## Galerija
- Stages along the Via Francigena
- Stolnica Canterbury, začetna točka Via Francigena.
- Romarji začnejo pot v Rim izpred vrat stolnice.
- Križanje Via Francigena (v Franciji Grande Randonnée route GR145) in GR654 v départmaju Marne.
- Prelaz Veliki sveti Bernard poleti.
- Steber pri Soprarivu, Calendasco. Identičen stoji v vasi Corte Sant'Andrea v Lombardiji.
- Sigerichova postaja št. XXX v Aulla, Toskana.
- Prelaz Cisa med Toskano in Emilijo-Romanjo.
- Srednjeveški italijanski rokopis opisuje grad Tentennano ob Via Francigena.
- Bazilika sv. Petra v Vatikanu v Romu končna točka romanja, grobnica sv. Petra.

### Podobne poti
- La Francigena in Garfagnana Route between Aulla and Lucca through the Garfagnana in Italy in Italian
- Via Francigena di San Francesco Route from Roma to Rieti.
- Via Francigena Appia Pedemontana Route from Roma to Formia
- Map based on OpenStreetMap